# Himlabacken, volume 1
Himlabacken, volume 1 is een studioalbum van het Zweedse Moon Safari. Het album werd uitgegeven op hun eigen platenlabel Blomljud Records. De muziek bestaat uit progressieve rock, waarbij de zang close harmony zoals Beach Boys is. De mix is verzorgd door Jonas Reingold. Het album gaat over jeugdherinneringen op Himlabacken (Hemelse berg of Heaven’s hill, dat in een aantal liedjes terugkomt).
Op Himlabacken, volume 2 moest tien jaar gewacht worden.

## Musici
- Tobias Lundgren – slagwerk, zang
- Petter Sandström – akoestische gitaar, eerste zangstem
- Pontus Åkesson – gitaar, zang
- Sebastian Åkesson – orgel, percussie, zang
- Johan Westerlund – basgitaar, zang
- Simon Ákesson – toetsinstrumenten, eerste zangstem

## Muziek
Teksten zijn in Engels gezongen

| Nr. | Titel                                               | Duur |
| --- | --------------------------------------------------- | ---- |
| 1.  | Kids (Westerlund)                                   | 2:06 |
| 2.  | Too young to say goodbye (Sandström)                | 6:29 |
| 3.  | Mega moon (Westerlubnd, S. Åkersson)                | 8:21 |
| 4.  | Barfly (Sandström)                                  | 4:47 |
| 5.  | Red white blues (Westerlund, Sandström, S. Åkesson) | 5:08 |
| 6.  | My little man (P. Åkesson)                          | 2:55 |
| 7.  | Diamonds (Westerlund, S. Åkesson)                   | 6:42 |
| 8.  | Sugar band (Westerlund, S. Åkesson)                 | 9:34 |